# Roker Park
Il Roker Park è stato uno stadio di calcio della città di Sunderland in Inghilterra. Inaugurato nel 1898, ha ospitato le partite casalinghe del Sunderland fino al 1997, quando i Black Cats si trasferirono allo Stadium of Light e il Roker Park venne demolito.
Al suo posto fu costruito un complesso residenziale.

## Storia
Negli ultimi anni del XIX secolo, il presidente del Sunderland e suo fratello decisero di costruire per la loro squadra uno stadio più grande del Newcastle Road. Il Sunderland acquistò un terreno che apparteneva a un uomo chiamato Mr. Tennant. Secondo l'accordo, il club calcistico, oltre allo stadio, avrebbe dovuto costruire anche una casa per Tennant e finché la costruzione della casa non fu ultimata dovette pagare un affitto per il terreno.
Entro un anno dall'acquisto del terreno, lo stadio fu costruito. Le tribune in legno furono costruite in tre mesi. La tribuna chiamata Clock Stand era composta da 32 scalini e da una barriera di sicurezza. L'erba per il campo da gioco fu importata dall'Irlanda e grazie alla sua alta qualità durò per 38 anni. Per favorire il drenaggio, il campo fu progettato in modo da avere un dislivello di circa un piede dal centro del campo ad ogni angolo. Lo stadio fu inaugurato ufficialmente il 10 settembre 1898, alla cerimonia partecipò anche Charles Vane-Tempest-Stewart, il marchese di Londonderry. La prima partita giocata al Roker Park fu vinta dal Sunderland per 1-0 contro il Liverpool grazie ad una rete realizzata da Jim Leslie.
Nel 1913 lo stadio fu ampliato e rinforzato con il cemento, grazie a questi lavori arrivò ad avere una capacità di 50000 spettatori. Nel 1929 la tribuna in legno fu rimpiazzata dalla Main Stand, progettata da Archibald Leitch, un architetto che aveva già lavorato a diversi stadi inglesi. A causa di questo lavoro il club sfiorò una bancarotta. Durante gli anni 1930 si susseguirono altri lavori: nel 1913 fu ricostruita la Clock Stand. La nuova struttura fu inaugurata dalla moglie di Sir Walter Raine, all'epoca presidente del Sunderland. Durante la seconda guerra mondiale una bomba precipitò sul Roker Park e uccise un poliziotto che stava camminando nel campo. Nel 1952 il Roker Park diventò il secondo stadio inglese, dopo l'Arsenal Stadium di Londra, ad essere dotato di riflettori. Questo impianto di illuminazione, inserito temporaneamente all'inizio della stagione, si rivelò un successo e fu sostituito con un impianto permanente dopo alcuni mesi.
Nel 1966, quando l'Inghilterra ospitò il Campionato mondiale di calcio, furono effettuati dei miglioramenti alla Clock Stand e fu costruita una copertura per la Fulwell End; vi si giocarono alcune gare della manifestazione, tra cui due della Nazionale italiana che vi vinse contro il Cile per 2-0 e vi perse contro l'Unione Sovietica per 1-0.
Negli anni settanta furono installati irrigatori sotto il terreno di gioco, venne migliorato il sistema di illuminazione, vennero installati sistemi elettronici per il monitoraggio della folla e fu riparata la copertura in lamiera del tetto. Negli anni '80, in concomitanza con un periodo dagli scarsi risultati affrontato dal Sunderland, il Roker Park entrò in una fase di declino.
Nel 1990, con la pubblicazione del Rapporto Taylor, si rese necessario un ammodernamento dello stadio, in modo da avere soltanto posti a sedere. Questo avrebbe diminuito notevolmente la capacità del Roker Park. Lo stadio si trovava in un luogo che non dava la possibilità di proseguire con un grande ampliamento, per questo venne costruito un nuovo stadio, lo Stadium of Light di Monkwearmouth. La FA Premier League 1996-1997 fu la prima stagione disputata dal Sunderland in FA Premier League e l'ultima giocata al Roker Park; si concluse con la retrocessione del club del Nord dell'Inghilterra. L'ultima partita ufficiale che ebbe luogo al Roker Park fu una vittoria per 3-0 contro l'Everton. Alla fine dell'ultima partita, in una speciale cerimonia, Charlie Hurley, che era stato eletto miglior giocatore del Sunderland del secolo, scavò il dischetto di centro campo del Roker Park per posizionarlo nel nuovo stadio. Dopo il trasferimento allo Stadium of Light, nel 1998 il Roker Park fu demolito e al suo posto venne costruito un complesso residenziale.

## Incontri internazionali

### Mondiale 1966
- Italia -  Cile 2-0 (gruppo 4) 13 luglio;
- Unione Sovietica -  Italia 1-0 (gruppo 4) 16 luglio;
- Unione Sovietica -  Cile 2-1 (gruppo 4) 20 luglio;
- Unione Sovietica -  Ungheria 2-1 (quarti di finale) 23 luglio;